# 2028 Ханекео
2028 Ханекео (2028 Janequeo) — астероїд головного поясу, відкритий 18 липня 1968 року.
Тіссеранів параметр щодо Юпітера — 3,573.